# Krisis
Krisis: Journal for Contemporary Philosophy is een open access en peerreviewed tijdschrift voor actuele filosofie, dat zowel artikelen in het Nederlands als het Engels publiceert. De focus van Krisis ligt op het gebied van het sociale, culturele en politieke denken, voor artikelen die de relevantie voelbaar maken van klassieke denkers voor hedendaagse problemen. In de afgelopen decennia publiceerde Krisis steeds originele bijdragen in de politieke en sociale filosofie, de cultuurtheorie, de filosofie van wetenschap en technologie, en de (deels in Nederland geboren) empirische filosofie.

## Geschiedenis
Krisis werd opgericht in 1980 door enkele filosofiestudenten van de Universiteit van Amsterdam die ontevreden waren over de bestaande filosofische tijdschriften in Nederland. Zij publiceerden artikelen van en over denkers als Michel Foucault en Jacques Derrida, later ook Richard Rorty en Bruno Latour, en hebben zo een belangrijke rol gespeeld bij de introductie van opkomende nieuwe denkers in Nederland.
Eind 1989 ontstond na het verschijnen van Foucault's Parrèsia, Vrijmoedig spreken en waarheid Uitgeverij Parrèsia op initiatief van het tijdschrift Krisis. Op het Krisiscongres van 22 maart 1986 werd besloten tot oprichting van een 'commissie AasK (Andere aktiviteiten stichting Krisis)' die de volgende taken kreeg toebedeeld: stimuleren van de totstandkoming van onderzoeksgroepen (van baanloze filosofen), onderzoeken van de mogelijkheid van een filosofische reeks, en onderzoeken van mogelijke initiatieven in de richting van het filosofie-onderwijs (met name het hbo).
In het jaar 2000 is Krisis gefuseerd met het tijdschrift Kennis en methode en werd de ondertitel 'Tijdschrift voor empirische filosofie' toegevoegd.
In januari 2008 kreeg Krisis de ondertitel 'Tijdschrift voor actuele filosofie' en werd het een gratis online tijdschrift. Daarmee sloot Krisis zich aan bij andere wetenschappelijke tijdschriften die door de overstap naar het web een vrijere toegang tot academische publicaties mogelijk willen maken. Als online-tijdschrift publiceert Krisis zowel Nederlands- als Engelstalige bijdragen. De redactie van Krisis stelt zich ten doel om artikelen te publiceren die filosofie gebruiken bij het duiden van hedendaagse maatschappelijke, culturele en politieke ontwikkelingen.